# Брајтентал (Хунсрик)
Брајтентал (њем. Breitenthal) општина је у њемачкој савезној држави Рајна-Палатинат. Једно је од 96 општинских средишта округа Биркенфелд. Према процјени из 2010. у општини је живјело 337 становника. Посједује регионалну шифру (AGS) 7134013.

## Географски и демографски подаци
Брајтентал се налази у савезној држави Рајна-Палатинат у округу Биркенфелд. Општина се налази на надморској висини од 410 метара. Површина општине износи 3,7 km². У самом мјесту је, према процјени из 2010. године, живјело 337 становника. Просјечна густина становништва износи 92 становника/km².